# Kemény-kastély (Marosvécs)

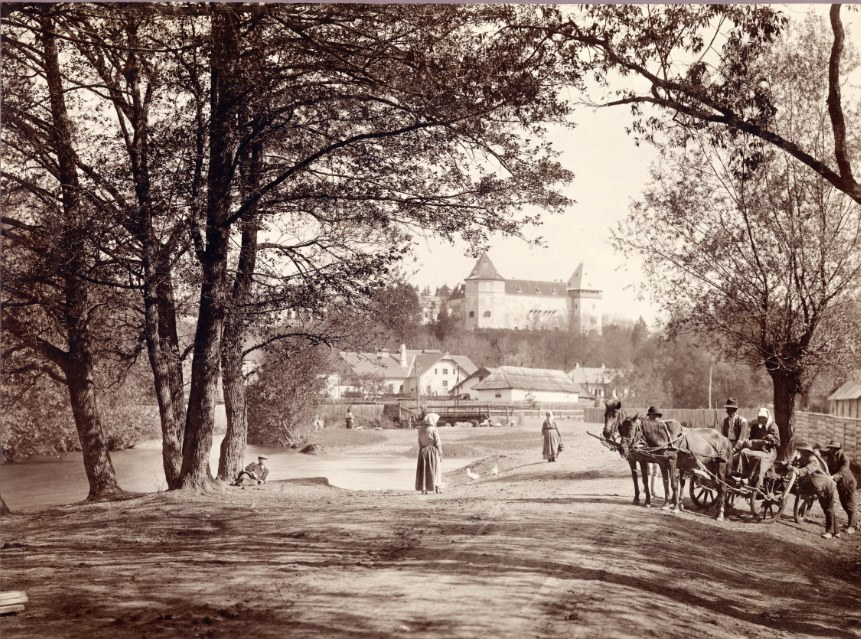
A Kemény-kastély az 1890-es években

Az erdélyi reneszánsz építészet egyik jellegzetes példája, a marosvécsi Kemény-kastély a Kelemen-havasok lábánál, a Maros jobb partján található. Autóval megközelíthető a DN15 főúton.

## Története

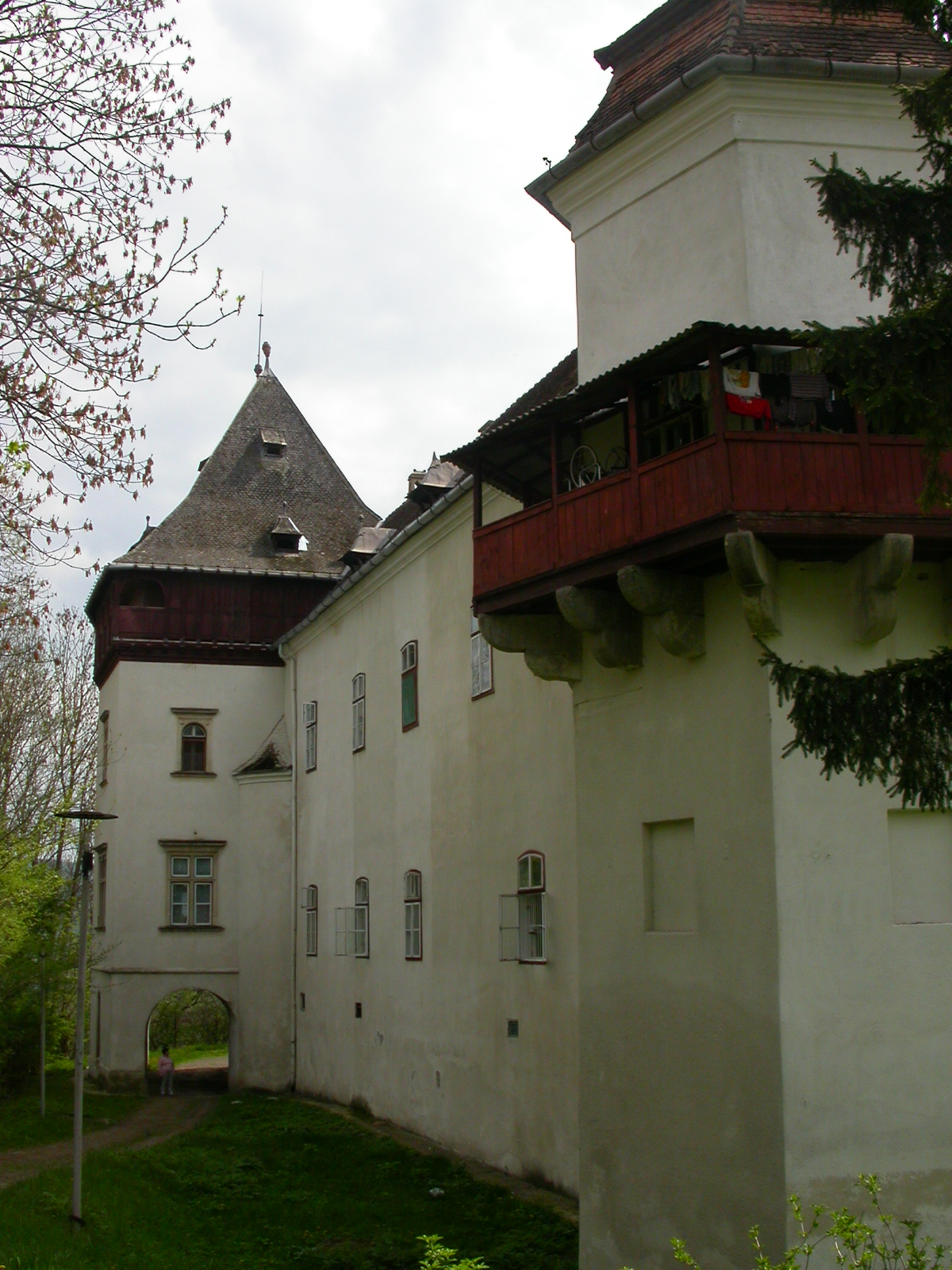
A kastély

A település első írásos említése 1228-ra tehető, ahol castrum Wecheu néven szerepelt. A várat és a hozzá tartozó birtokot az egykor ott álló római castrum köveinek felhasználásával építették.
A mongol hadjárat utáni időszakban került Vécs környéke a Tomaj nemzetség, illetve az abból származó losonci Losonci családhoz. A korabeli dokumentumok szerint 1319-ben már biztosan a régeni birtokukhoz tartozott Vécs.
Az 1319–1467 közötti időszakban a vár a Bánffy család tulajdonát képezte, a későbbiekben a birtok gyakran cserélt gazdát.
1467-ben a Bánffyak részt vettek a Mátyás király elleni összeesküvésben, ezért elvesztették a birtokot, amelyet az uralkodó a nádasdi Ungor János udvari vitézének adományozott.
1507-ben a vécsi birtok Szobi Mihályra, majd annak 1527-ben bekövetkezett halála után vejére és személyi titkárára, Werbőczy Istvánra szállt. Egyes feltételezések szerint itt írta meg Werbőczy a magyar jog meghatározó törvénykönyvét, a Nemes Magyarország Szokásjogának Hármaskönyvét, a Tripartitumot.
A későbbiekben Werbőczy átengedte a várat I. (Zápolya) János királynak, aki továbbadományozta Ártándi Pálnak és Balázsnak. Az Ártándiakat 1532-ben kivégezték, akkor Werbőczy visszakapta a várat, de egy évvel később 6000 aranyért Kendy Ferencnek zálogosította el. A főúr, aki az Erdélybe visszatérő Izabella királyné ellen összeesküvést szervezett, hűtlenségéért 1558-ban életével fizetett, birtoka pedig a kincstáré lett, majd adományként Hagymási Kristóf kapta meg. Halála után özvegye, Kerecsényi Judit birtokolta, majd Báthory Zsigmond erdélyi fejedelem tulajdonába került, aki nagybátyjának, Bocskai Istvánnak adományozta.
Miután 1599-ben Báthory Zsigmond lemondott a trónról testvére, András javára, Vécs várát megtartotta magának, Bocskainak pedig kárpótlásként Déva várát adta. Később Bocskai István visszaszerezte, majd végrendeletében Bocskai Miklósra hagyta, azonban az országgyűlés érvénytelenítette a végrendeletet, és a birtokot Wesselényi István kapta meg.
Az 1610-es években Bethlen Gábor fejedelem tulajdonába került, majd továbbadományozta unokaöccsének (III.) Péter hunyadi és máramarosi főispánnak. Azután I. Rákóczi György lett az uradalom új tulajdonosa, majd II. Rákóczi György végrendeletében a várat és a hozzá tartozó öt falut Kemény János erdélyi fejedelemre és feleségére, Kállai Zsuzsannára hagyta. A birtok megszerzésének évében Kemény János még fejedelmi tanácsos és a kancellária vezetője volt. 
A várkastély a Kemény család tulajdonában maradt közel három évszázadon keresztül.
Az 1648-as összeírásban már szerepelt a vár melletti gyümölcsös-, veteményes és méheskert. A vár körül hatalmas fenyves- és tölgyliget terült el, amely nagyjából épségben maradt meg napjainkra is.
A világháború végén a helyi lakosság teljesen kifosztotta az épületet, minden értéket elvittek. Az államosítás után előbb javítóintézet működött benne, majd börtön, végül fogyatékkal élő gyermekek és nők otthonává alakították át, így az épület sokáig nem volt látogatható.
1968–1974 között Keresztes Gyula tervei alapján restaurálták a műemlék épületet.
A rendszerváltás után Kemény János legkisebb fia, Kemény Miklós (1940–2010) visszaigényelte a kastélyt.
A visszaszolgáltatás után egy ideig még a Marosvécsi Rehabilitációs Központ használta az ingatlant. Kemény Miklós tervei között egy „Új Helikon" alapítása szerepelt, vagyis az erdélyi magyar kultúrát szolgáló helyszínként képzelte el az épületet. 2000-ben be is jegyezték a Helikon-Kemény János Alapítványt.
2014. szeptember 30-án a Kemény család újra birtokba vette a kastélyt. A falubeliek leszármazottai visszaszolgáltatták az elvitt bútorok és értékek egy részét, és ezek megtekinthetőek a kastélyban.

## Leírása

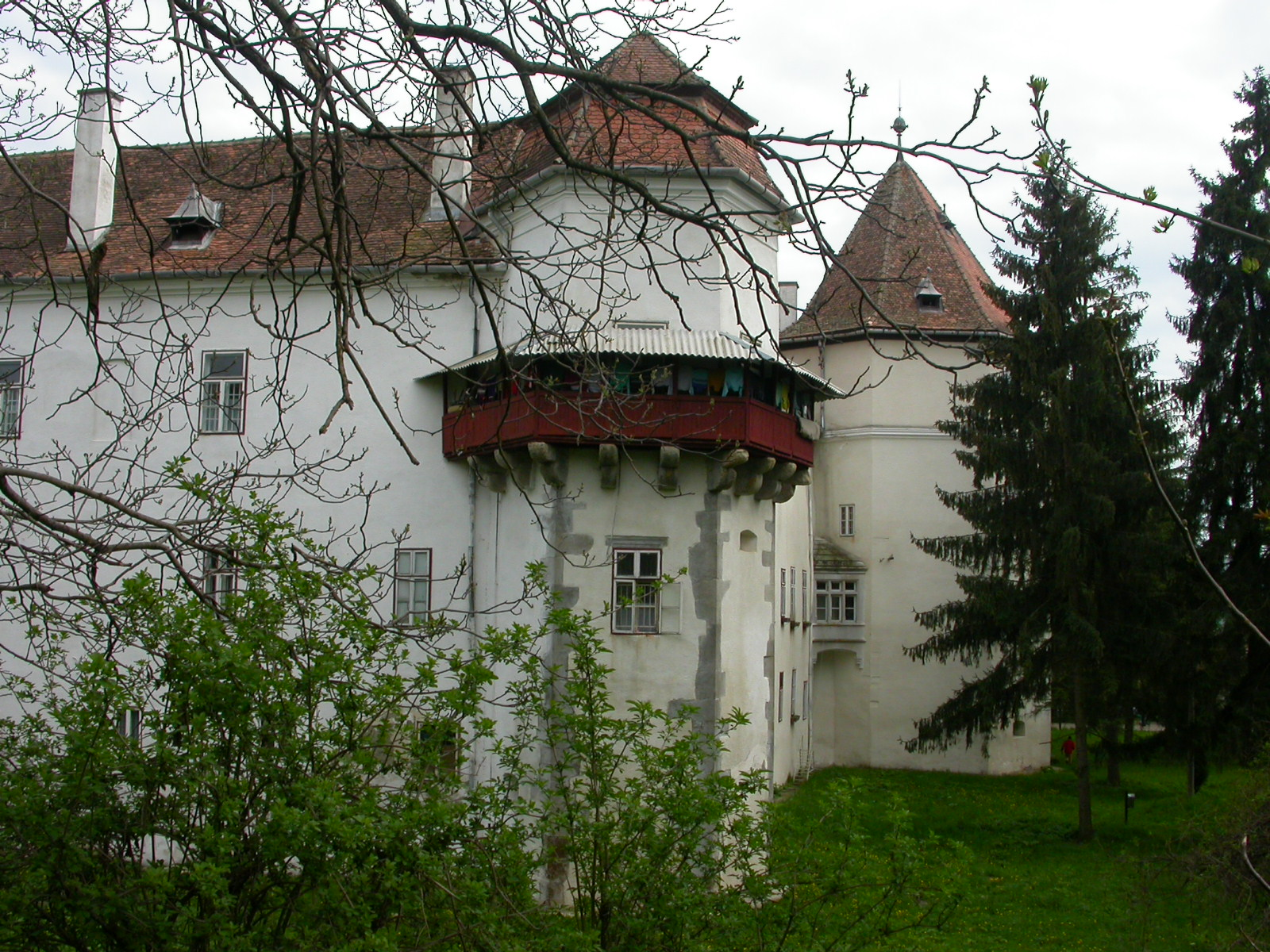
A kastély

A marosvécsi várkastély négyszög alaprajzú, négy saroktornyos, kétemeletes épület, amely mai képét a 19-20. század fordulóján kapta. Azt megelőzően többször is átépítették.
Első változata még a 15. század közepén készült a losonci Dezsőfi család megrendelésére.
Abból a korból maradt a keleti saroktorony és a hozzá csatlakozó homlokzati rész. 1537-1558 között Kendy Ferenc alakíttatta át késő gótikus és reneszánsz stílusban. Ezen építkezés emlékét őrzi a gótikus főkapura Kendy által faragtatott Cicero-idézet:
Anno Domini 1537. Vigilandum est semper. Math. 25. O quam felix civitas vei castrum quod tempore pacis bellum excogitat. Cice(ro).
A faragott reneszánsz ablak- és ajtókeretek is azt a korszakot idézik. Egyik ilyen ajtókereten látható a Kendyek címere a következő felirattal:
FRANCIS. KENDY WAYWOD. TRANSILV. SICULOR. Q. COMES ANNO DO. 1555.
Miután 1662-ben Kemény János erdélyi fejedelem a nagyszőllősi csatában életét veszítette, a birtokot jelentős pusztítás érte: leégett az északi torony, melynek egyemeletes csonkjára utóbb kilátóterasz épült. Újabb pusztítás érte a kastélyt a Rákóczi-szabadságharc idején is, de a Kemény család ismét újjáépíttette, akkor bővítették ki az épület a második emelettel és egyes késő barokk elemekkel is kiegészítették. Az utolsó jelentős átalakítás a 19. század végén és a 20. század elején történt, amikor Möller István építész tervei szerint elkészült a mai formájában a tornácos bástya, és akkor cserélték ki a tető nagyobb részét is.
A szabályos alaprajzú várkastély 20×20 méteres zárt, belső udvarát kétemeletes palotaszárnyak határolják. Az épület földszintjén főként gazdasági célokat szolgáló helyiségek voltak, az első emeleten kaptak helyet a birtokos család lakó- és a reprezentációs termei. A később épült második emeleten hálószobákat és ebédlőt alakítottak ki. Egykor a várkastélyt vizesárok övezte, egy felvonóhídon lehetett megközelíteni a bejárati kaput.
| „             | „A legzordabb, legkomorabb valamennyi erdélyi kastély között Marosvécs vára, fenn a dombon, a Maros vize fölött, regényes tájképi háttér ölében; ha nem maradt volna fenn, nem is alkothatnánk eléggé hív képet Erdély régi várépítészetéről" | ” |
| – Biró József | |   |

A kastély nyáron 10–17 óra között, télen előzetes bejelentés alapján látogatható.

## A kastély kertje

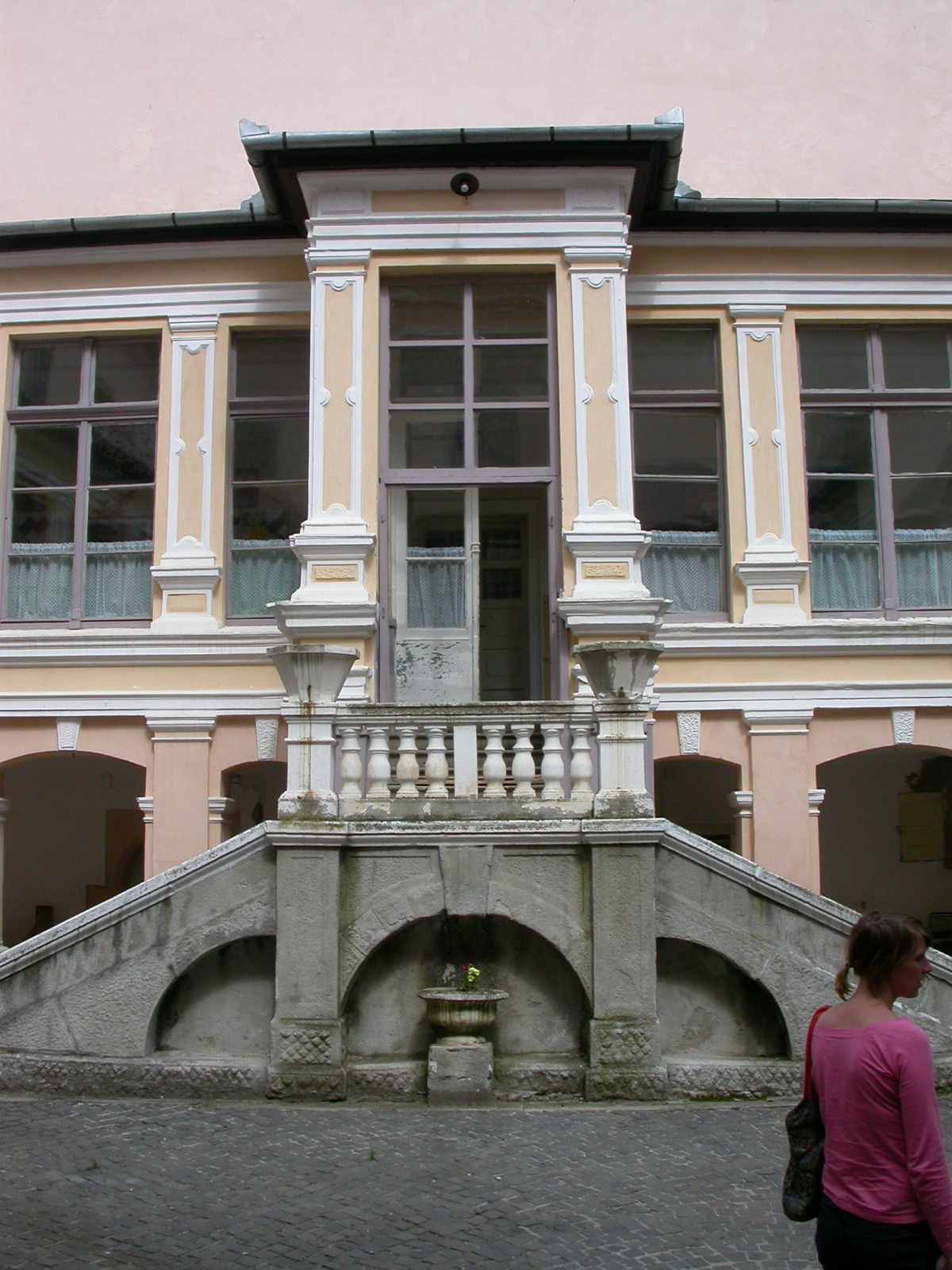
A kastély

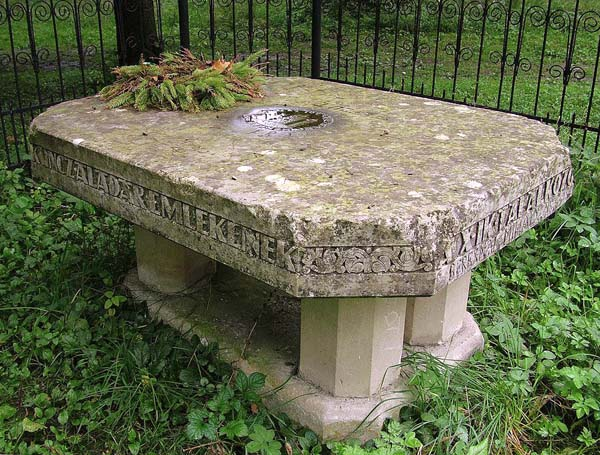
Kuncz Aladár-emlékasztal

A marosvécsi várkastély mögött hatalmas park található.
Már az 1648-as összeírásban szerepel a vár melletti gyümölcsös-, veteményesés méheskert. A vár körül hatalmas fenyves- és tölgyliget terült el, amely viszonylagos épségben maradt meg napjainkra is.
A parkban néhány különleges fa törzsére rögzített latin megnevezés utal arra, hogy ott valamikor arborétum volt. A kastélytól nyugatra megtalálhatóak a földvár fűvel benőtt terepalakulatai.
A park jelenleg ismét a Kemény család tulajdonában van.
A kertben van a család sírhelye, ahová Kemény Jánost, feleségét Augusta Patont (1900–1989) és lányukat, Kemény Klió operaénekesnőt temették. Sírhelyük a Kós Károly által tervezett Helikon-asztal mellett található. A kőasztal, amelyet 1935-ben az Erdélyi Helikon írói nevében Makkai Sándor ajándékozott Kemény Jánosnak és feleségének, Kuncz Aladár emlékét örökíti meg. A közelben található cegei gr. Wass Albert (1908–1998) író sírja is.

## A művelődés szolgálatában
A két világháború közötti időszakban a kastély és kertje pezsgő művészeti élet színhelye volt, ott alapította meg Kemény (XI.) János író az Erdélyi Helikont, mely a két világháború közötti időszak legsikeresebb és legrangosabb írói szerveződésévé vált. Ott gyűltek össze 1926 és 1944 között az erdélyi magyar írók számos képviselői, ugyanakkor a szász és román írók is, akik a transzilvanizmus szellemében a nemzeti megbékélés jegyében tevékenykedtek az irodalom terén. Az Erdélyi Helikonnak az évek során 55 tagja lett, közöttük volt: Áprily Lajos, Kós Károly, Bánffy Miklós, Dsida Jenő, Reményik Sándor, Kuncz Aladár, Tamási Áron, Nyirő József, Makkai Sándor, Molter Károly, Berde Mária, Olosz Lajos, Tabéry Géza.
Az épület visszaigénylése után, 2000-ben Kemény Miklós bejegyeztette a Helikon-Kemény János Alapítványt. Az „Új Helikon" alapításával az erdélyi magyar kultúrát szolgáló helyszínként képzelte el az épületet.
2013-ban Nagy Kemény Géza megalapította a Kemény Auguszta kulturális egyesületet, amelyet a várkastély fenntartásáért hozott létre. Az egyesület számos kulturális rendezvényt szervez a kastélyban (néptánctalálkozók, Helikonnal kapcsolatos megemlékezések, kiállítások, jótékonysági bálok, alkotó táborok és koncertek). A kastély idegenvezetéssel látogatható, illetve kiadó rendezvények megtartására.

## Képtár

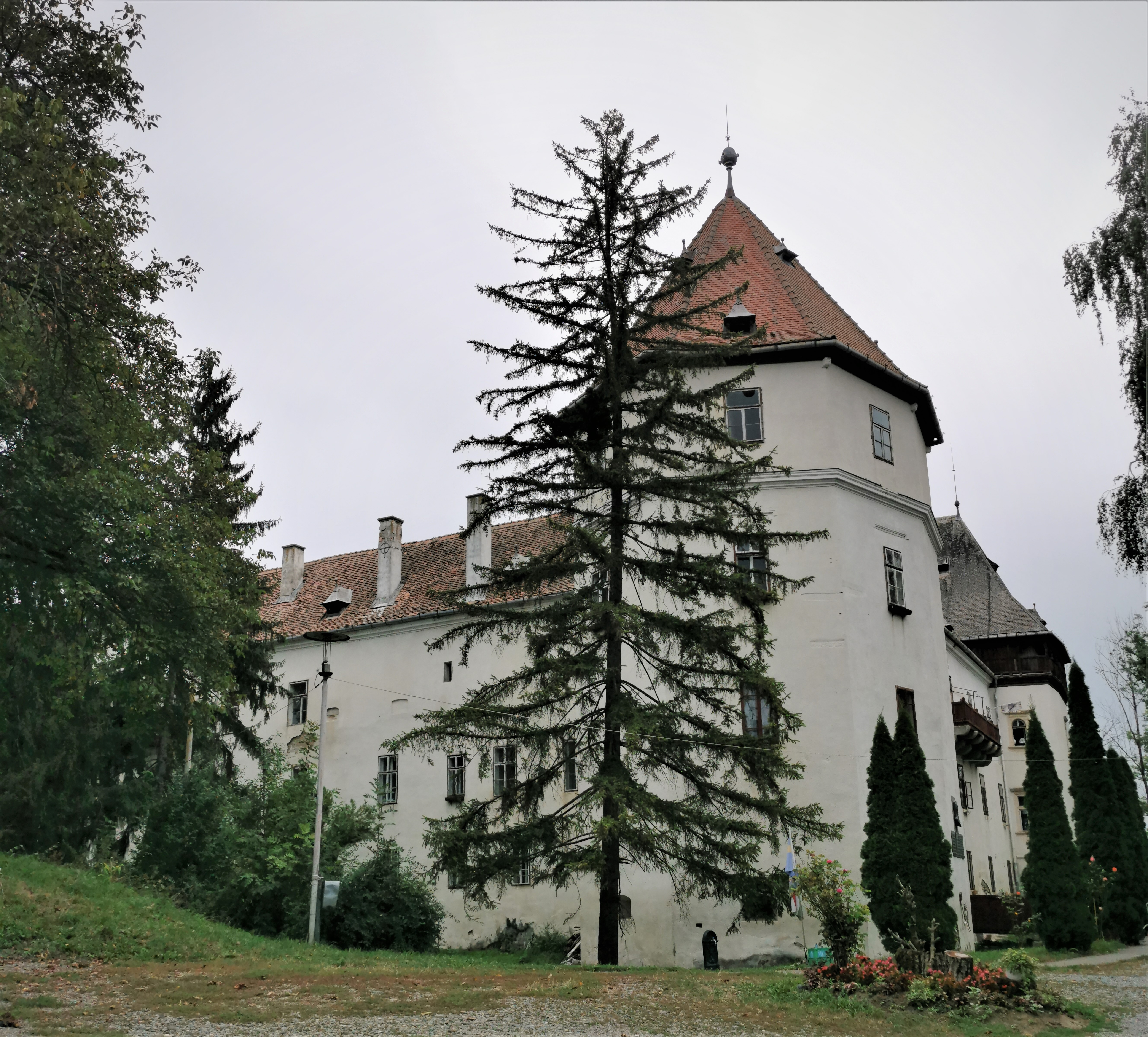
Kemény-kastély
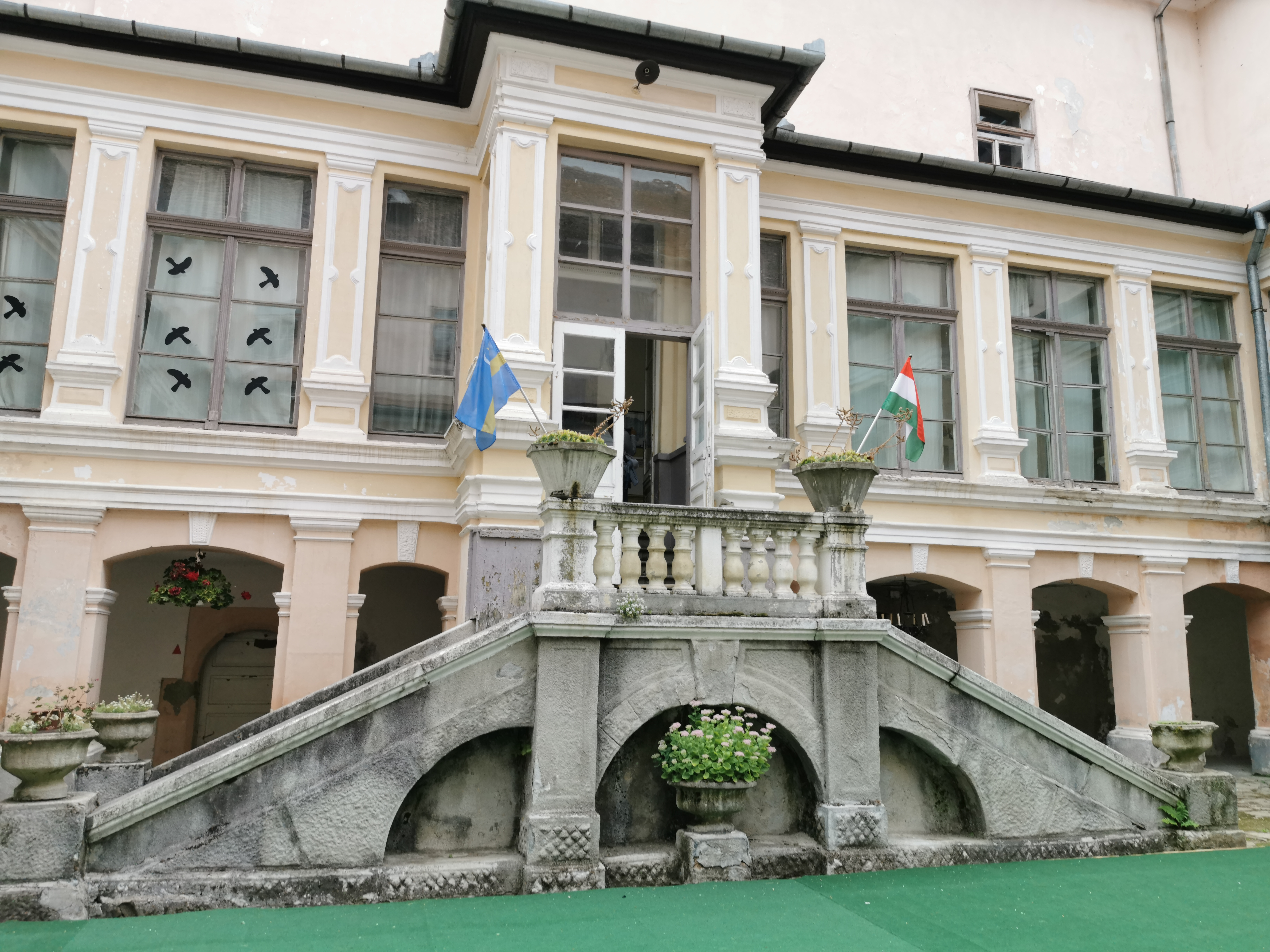
Bejárat
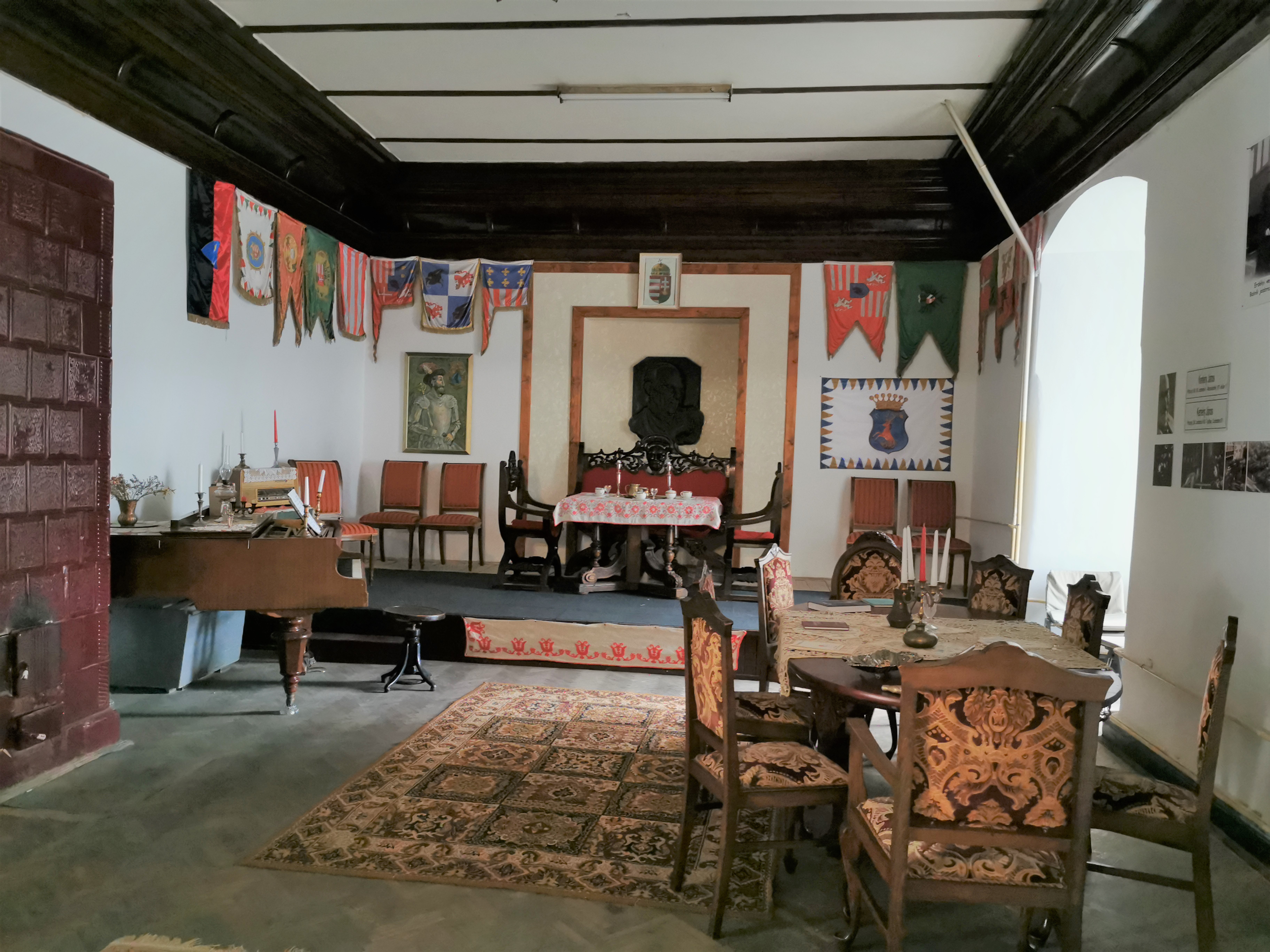
Nagyterem
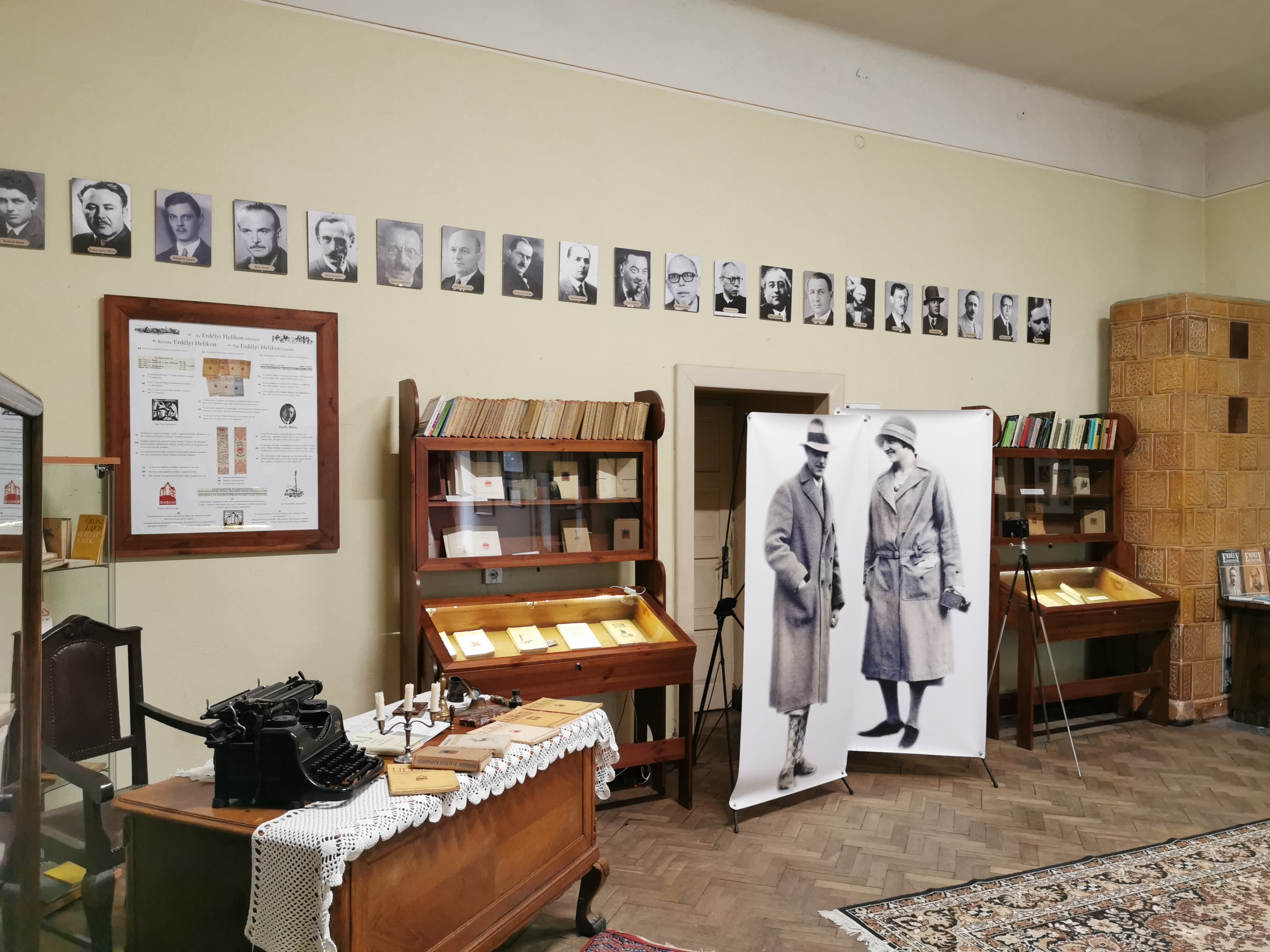
Helikon-szoba
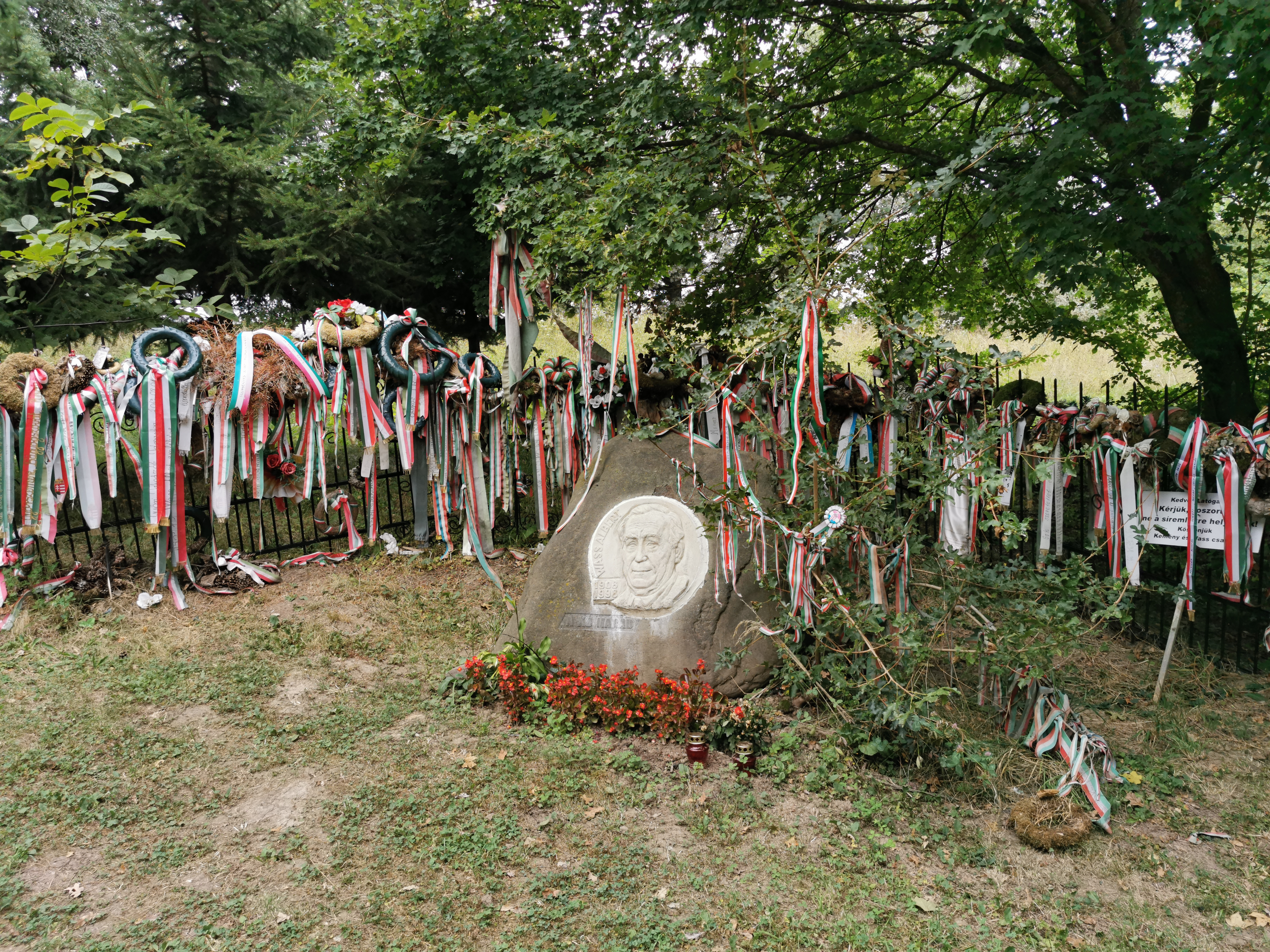
Wass Albert-emlékkő
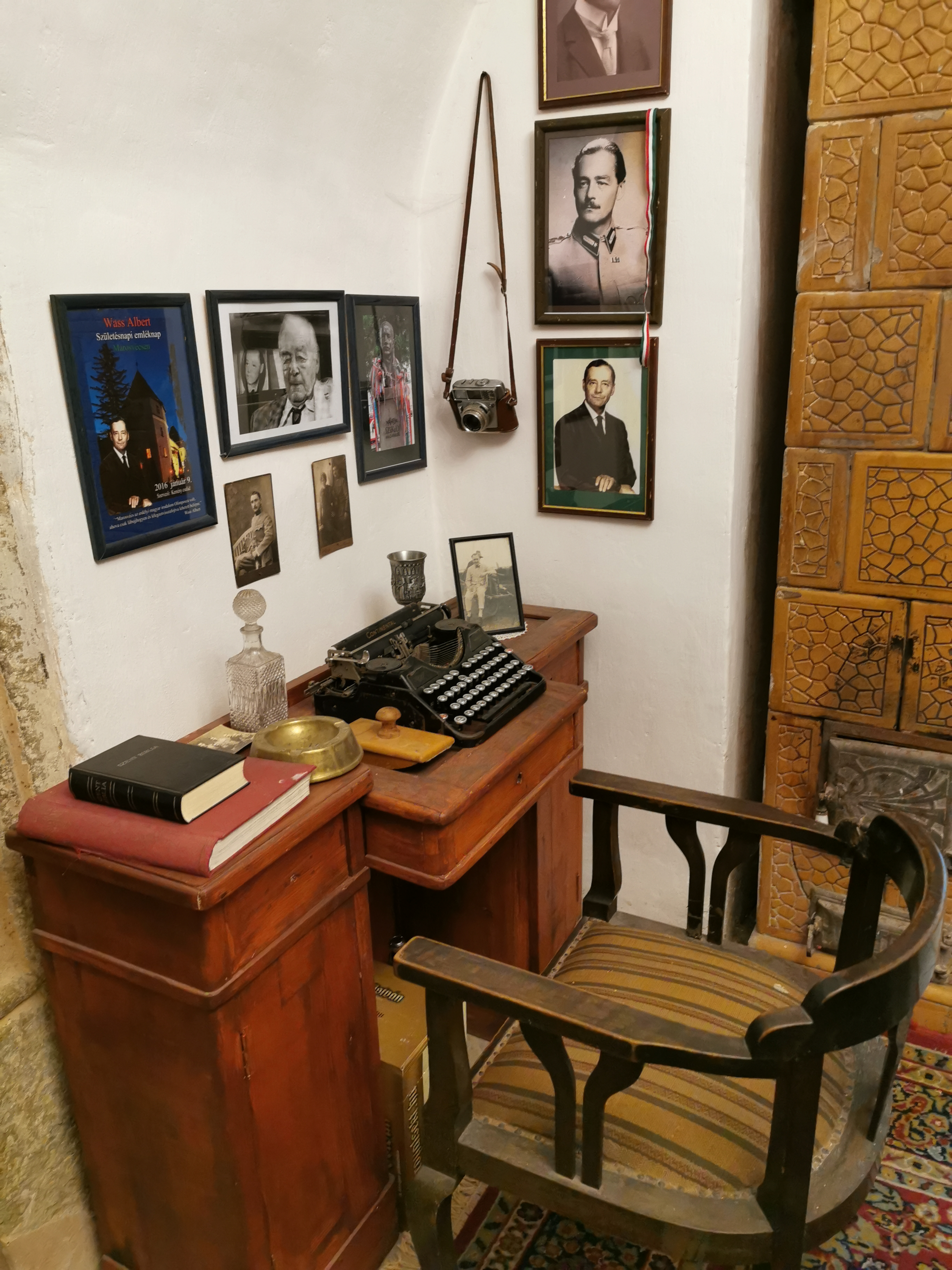
Wass Albert-emlékszoba